# Eupastranaia
Eupastranaia is een geslacht van vlinders van de familie van de grasmotten (Crambidae), uit de onderfamilie van de Midilinae. De wetenschappelijke naam voor dit geslacht is voor het eerst gepubliceerd in 1973 door Vitor O. Becker. De beschrijving van dit geslacht was gebaseerd op de destijds bestaande soort Hygrochroa fenestrata Ménétriés, 1863 uit Brazilië. Becker was van mening dat deze soort niet tot het geslacht Hygrochroa behoorde, maar tot een op dat moment nog onbekend geslacht. Hij beschreef daarom dit geslacht op basis van de kenmerken van Hygrochroa fenestrata Zodoende wordt deze soort als de typesoort van dit geslacht beschouwd.

## Soorten
- E. fenestrata (Ménétriès, 1863)
- E. lilacina (Pagenstecher, 1892)
- E. tumidifrons (Munroe, 1970)